# Флиндерс (остров)
О́стров Фли́ндерс (англ. Flinders Island) — остров в проливе Басса, лежащий в 20 км к северо-востоку от острова Тасмания. Крупнейший остров в группе островов Фюрно. На острове имеется аэропорт.

## География
В геологическом строении острова Флиндерс преобладают горные хребты, сложенные из гранитных пород и занимающие треть всего острова. Наиболее крупные из них — гряда Стшелецкого (англ. Strzelecki Range), Дарлинг (англ. Darling Range), гора Килликрэнки (англ. Mount Killiecrankie) и Патриарх (англ. The Patriarchs).
Примерно половина острова представляет собой прибрежные дюны с родственными почвенными отложениями, которые формируют равнину в восточной части острова Флиндерс и узкую полосу на западном побережье. Во многих низменных местах с множеством лагун можно найти эстуариевые пласты из песка, глины и гальки. Высшая точка — гора Стшелецкого (756 м). Другие пики достигают высоты 400 м. Площадь острова — около 1333 км².
Множество небольших речных потоков, текущих в сторону берега, образуют преобладающий рисунок гидрографической сети. Крупнейшие реки, берущие начало в сельскохозяйственных землях, текут в сторону восточного побережья и впадают в четыре узких морских залива. Многие реки появляются только после сильных дождей, что связано с маленькой длиной рек и крутизной местности, по которой они текут.
Вдоль восточного берега острова Флиндерс расположено множество прибрежных лагун. Из-за разного количества осадков, высотности, геологического строения и ландшафта на острова большое разнообразие почв и форм растительности. Вдоль прибрежных дюн преобладают почвы с большим содержанием извести, на которых растут низкорослые кустарники и низменные деревья. На мягковолнистых равнинах в западной части острова преобладает монофракционный песок и неоднородные почвы, на которых растут эвкалипты.

## История
Остров открыт 19 марта 1773 года Тобиасом Фюрно — капитаном одного из кораблей экспедиции Джеймса Кука. В октябре 1798 — июне 1799 года вокруг острова проплывало судно, на борту которого находились английские исследователи Джордж Басс и Мэтью Флиндерс. Впоследствии пролив, отделявший остров Тасмания от Австралии, был назван проливом Басса, а главный остров в группе Фюрно — островом Флиндерс.
Первыми поселенцами на острове были охотники на тюленей, которые занимались своим промыслом вплоть до 1828 года. После этого основным занятием местных жителей стало овцеводство. В 1833 году последние тасманийцы (всего 160 человек) были высланы на остров Флиндерс, которые основали здесь своё поселение под названием Wybalenna. Тем не менее, уже в 1847 году поселение было оставлено, а выжившие 45 аборигенов снова вернулись на остров Тасмания.
Первый совет на острове Флиндерс был избран в 1908 году. В это время на острове наблюдалось увеличение численности населения, которое в основном занималось сельским хозяйством и рыболовным промыслом.
В начале 1950-х годов на острове был разработан план по строительству нового населённого пункта. В результате было проведено осушение земель на восточном берегу, что значительно увеличило площади сельскохозяйственных угодий. Новые поселенцы прибывали в основном с острова Тасмания и Нового Южного Уэльса.

## Население
Население на 2019 год — 1010 человек. Крупнейшие населённые пункты — Уайтмарк (англ. Whitemark) и Леди-Бэррон (англ. Lady Barron).

## Административное деление
Входит в состав Флиндерского совета штата Тасмания.